# Jessica Chastain
Jessica Chastain (sinh ngày 24 tháng 3 năm 1977) là một diễn viên Mỹ. Từng giành được đề cử nữ diễn viên chính xuất sắc nhất của các giải thưởng Oscar, Quả cầu vàng, BAFTA và Giải thưởng của Hội Diễn viên Điện ảnh trong năm 2011 cho vai diễn trong phim The Help.
Năm 2012, cô tham gia bộ phim Zero Dark Thirty và giành Giải Quả cầu vàng cho nữ diễn viên phim chính kịch xuất sắc nhất, nhận đề cử Giải Oscar cho nữ diễn viên chính xuất sắc nhất.

## Danh mục phim
| Năm  | Tên phim                                 | Vai diễn               | Giải thưởng |
| ---- | ---------------------------------------- | ---------------------- | --- |
| 2008 | Jolene                                   | Jolene                 | Seattle International Film Festival Award cho Nữ diễn viên chính xuất sắc nhất |
| 2009 | Stolen                                   | Sally Ann              | |
| 2011 | Wilde Salome                             | Salome                 | |
| 2011 | Take Shelter                             | Samantha LaChoche      | Austin Film Critics Association Award cho Nữ diễn viên phụ xuất sắc nhất Detroit Film Critics Society Award cho Breakthrough Perchomance Hollywood Film Festival Award cho Breakthrough Actress Los Angeles Film Critics Association Award cho Nữ diễn viên phụ xuất sắc nhất National Society of Film Critics Award cho Nữ diễn viên phụ xuất sắc nhất New York Film Critics Circle Award cho Nữ diễn viên phụ xuất sắc nhất New York Film Critics Online Award cho Breakthrough Perchomer Toronto Film Critics Association Award cho Nữ diễn viên phụ xuất sắc nhất Vancouver Film Critics Circle Award cho Nữ diễn viên phụ xuất sắc nhất Đề cử—Detroit Film Critics Society Award cho Nữ diễn viên phụ xuất sắc nhất Đề cử—Independent Spirit Award cho Best Supporting Female Đề cử—Saturn Award cho Nữ diễn viên chính xuất sắc nhất |
| 2011 | Coriolanus                               | Virgilia               | Hollywood Film Festival Award cho Breakthrough Actress Los Angeles Film Critics Association Award cho Nữ diễn viên phụ xuất sắc nhất New York Film Critics Online Award cho Breakthrough Perchomer |
| 2011 | The Debt                                 | Young Rachel Singer    | Hollywood Film Festival Award cho Breakthrough Actress Los Angeles Film Critics Association Award cho Nữ diễn viên phụ xuất sắc nhất New York Film Critics Online Award cho Breakthrough Perchomer Online Film Critics Society Award cho Best Breakthrough Perchomance |
| 2011 | The Tree of Life                         | Mrs. O'Brien           | Chicago Film Critics Association Award cho Nữ diễn viên phụ xuất sắc nhất Detroit Film Critics Society Award cho Breakthrough Perchomance Hollywood Film Festival Award cho Breakthrough Actress Kansas City Film Critics Circle Award cho Nữ diễn viên phụ xuất sắc nhất Los Angeles Film Critics Association Award cho Nữ diễn viên phụ xuất sắc nhất National Society of Film Critics Award cho Nữ diễn viên phụ xuất sắc nhất New York Film Critics Circle Award cho Nữ diễn viên phụ xuất sắc nhất New York Film Critics Online Award cho Breakthrough Perchomer Online Film Critics Society Award cho Nữ diễn viên phụ xuất sắc nhất Satellite Award cho Nữ diễn viên phụ xuất sắc nhất – Motion Picture Vancouver Film Critics Circle Award cho Nữ diễn viên phụ xuất sắc nhất Đề cử—Denver Film Critics Society Award cho Nữ diễn viên phụ xuất sắc nhất Đề cử—Toronto Film Critics Association Award cho Nữ diễn viên phụ xuất sắc nhất |
| 2011 | The Help                                 | Celia Foote            | Alliance of Women Film Journalists Award cho Best Ensemble Black Reel Award cho Best Ensemble Broadcast Film Critics Association Award cho Best Acting Ensemble Detroit Film Critics Society Award cho Breakthrough Perchomance Hollywood Film Festival Award cho Breakthrough Actress Los Angeles Film Critics Association Award cho Nữ diễn viên phụ xuất sắc nhất National Board of Review Award cho Best Acting by an Ensemble National Society of Film Critics Award cho Nữ diễn viên phụ xuất sắc nhất New York Film Critics Circle Award cho Nữ diễn viên phụ xuất sắc nhất New York Film Critics Online Award cho Breakthrough Perchomer Online Film Critics Society Award cho Best Breakthrough Perchomance Satellite Award cho Best Cast – Motion Picture Screen Actors Guild Award cho Outstanding Perchomance by a Cast in a Motion Picture Southeastern Film Critics Association Award cho Best Ensemble Vancouver Film Critics Circle Award cho Nữ diễn viên phụ xuất sắc nhất Đề cử—Academy Award cho Nữ diễn viên phụ xuất sắc nhất Đề cử—BAFTA Award cho Nữ diễn viên chính xuất sắc nhất in a Supporting Role Đề cử—Broadcast Film Critics Association Award cho Nữ diễn viên phụ xuất sắc nhất Đề cử—Houston Film Critics Society Award cho Nữ diễn viên phụ xuất sắc nhất Đề cử-Golden Globe Award cho Nữ diễn viên phụ xuất sắc nhất - Motion Picture Đề cử—London Film Critics Circle Award cho Supporting Actress of the Year Đề cử—Phoenix Film Critics Society Award cho Nữ diễn viên phụ xuất sắc nhất Đề cử—San Diego Film Critics Society Award cho Nữ diễn viên phụ xuất sắc nhất Đề cử—Screen Actors Guild Award cho Outstanding Perchomance by a Female Actor in a Supporting Role |
| 2011 | Texas Killing Fields                     | Detective Pam Stall    | Los Angeles Film Critics Association Award cho Nữ diễn viên phụ xuất sắc nhất New York Film Critics Online Award cho Breakthrough Perchomer |
| 2012 | Madagascar 3: Europe's Most Wanted       | Gia The Jaguar (voice) | |
| 2012 | Lawless                                  | Maggie Beauford        | |
| 2012 | Zero Dark Thirty                         | Maya                   | Alliance of Women Film Journalists Award cho Nữ diễn viên chính xuất sắc nhất Alliance of Women Film Journalists Award cho Humanitarian Activism Alliance of Women Film Journalists Award cho Unchogettable Moment (tied with Anne Hathaway cho Les Misérables) Boston Online Film Critics Association Award cho Nữ diễn viên chính xuất sắc nhất Chicago Film Critics Association Award cho Nữ diễn viên chính xuất sắc nhất Dallas-Chot Worth Film Critics Association Award cho Nữ diễn viên chính xuất sắc nhất Florida Film Critics Circle Award cho Nữ diễn viên chính xuất sắc nhất Golden Globe Award cho Nữ diễn viên chính xuất sắc nhất - Motion Picture Drama Indiana Film Critics Association Award cho Nữ diễn viên chính xuất sắc nhất Iowa Film Critics Association Award cho Nữ diễn viên chính xuất sắc nhất National Board of Review Award cho Nữ diễn viên chính xuất sắc nhất London Film Critics Circle Award cho Actress Oklahoma Film Critics Circle Award cho Nữ diễn viên chính xuất sắc nhất Online Film Critics Society Award cho Nữ diễn viên chính xuất sắc nhất Phoenix Film Critics Society Award cho Nữ diễn viên chính xuất sắc nhất St. Louis Gateway Film Critics Association Award cho Nữ diễn viên chính xuất sắc nhất Utah Film Critics Association Award cho Nữ diễn viên chính xuất sắc nhất (tied with Jennifer Lawrence cho Silver Linings Playbook) Vancouver Film Critics Circle Award cho Nữ diễn viên chính xuất sắc nhất Washington D.C. Area Film Critics Association Award cho Nữ diễn viên chính xuất sắc nhất Đề cử—Academy Award cho Nữ diễn viên chính xuất sắc nhất Đợi kết quả—AACTA International Award cho Nữ diễn viên chính xuất sắc nhất Đợi kết quả—BAFTA Award cho Nữ diễn viên chính xuất sắc nhất in a Leading Role Đợi kết quả—Denver Film Critics Society Award cho Nữ diễn viên chính xuất sắc nhất Đợi kết quả—Screen Actors Guild Award cho Outstanding Perchomance by a Female Actor in a Leading Role Đề cử—Detroit Film Critics Society Award cho Nữ diễn viên chính xuất sắc nhất Đề cử—Houston Film Critics Society Award cho Nữ diễn viên chính xuất sắc nhất Đề cử—National Society of Film Critics Award cho Nữ diễn viên chính xuất sắc nhất (3rd place) Đề cử—New York Film Critics Circle Award cho Nữ diễn viên chính xuất sắc nhất Đề cử—San Diego Film Critics Society Award cho Nữ diễn viên chính xuất sắc nhất Đề cử—Satellite Award cho Nữ diễn viên chính xuất sắc nhất – Motion Picture Đề cử—Southeastern Film Critics Association Award cho Nữ diễn viên chính xuất sắc nhất (Runner-up) Đề cử—Toronto Film Critics Association Award cho Nữ diễn viên chính xuất sắc nhất Đề cử—Village Voice Film Poll - Nữ diễn viên chính xuất sắc nhất (3rd place) Đề cử—Washington D.C. Area Film Critics Association Award cho Best Ensemble |
| 2013 | Mama                                     | Annabel                | |
| 2013 | The Disappearance of Eleanor Rigby: His  | Eleanor Rigby          | |
| 2013 | The Disappearance of Eleanor Rigby: Hers | Eleanor Rigby          | |
| 2013 | Tar                                      | Mrs. Williams          | |
| 2019 | IT 2                                     | Beverly                | |

## Truyền hình

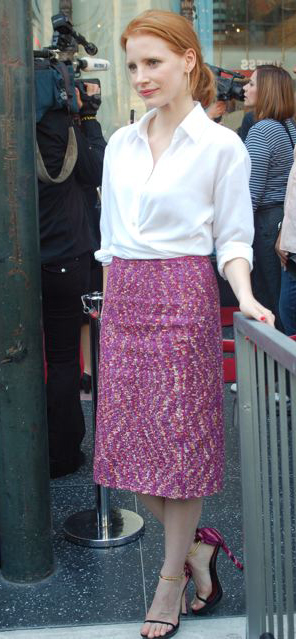
Chastain, tháng 8 năm 2011

| Năm     | Tên phim                   | Vai diễn                                | Ghi chú                             |
| ------- | -------------------------- | --------------------------------------- | ----------------------------------- |
| 2004    | ER                         | Dahlia Taslitz                          | Tập: "Forgive and Forget"           |
| 2004    | Dark Shadows               | Carolyn Stoddard                        | Phim truyền hình                    |
| 2004    | Veronica Mars              | Sarah Williams                          | Tập: "The Girl Next Door"           |
| 2005–06 | Law & Order: Trial by Jury | Assistant District Attorney Sigrun Borg | 3 Tậps                              |
| 2006    | Close to Home              | Casey Wirth                             | Tập: "The Rapist Next Door"         |
| 2006    | Blackbeard                 | Charlotte Ormand                        | 2 Tậps: Phim truyền hình            |
| 2006    | The Evidence               | Laura Green                             | Tập: "Pilot"                        |
| 2007    | Journeyman                 | Tanna Bloom                             | Tập: "Friendly Skies"               |
| 2010    | Agatha Christie's Poirot   | Mary Debenham                           | Tập: "Murder on the Orient Express" |

## Sân khấu
| Năm  | Kịch phẩm   | Vai diễn         | Ghi chú                         |
| ---- | ----------- | ---------------- | ------------------------------- |
| 2012 | The Heiress | Catherine Sloper | closes ngày 10 tháng 2 năm 2013 |